# Phetchabun
Phetchabun (in thailandese เพชรบูรณ์) è una città minore (thesaban mueang) della Thailandia; nel 2018 aveva 21 465 abitanti. Il territorio comunale occupa una parte del distretto di Mueang Phetchabun, che è capoluogo della Provincia di Phetchabun, nel gruppo regionale della Thailandia del Nord. In città hanno sede il governo provinciale e distrettuale.

## Geografia fisica

### Territorio
Si trova nella valle compresa tra le due catene dei monti Phetchabun, che si sviluppano lungo l'asse nord-sud a pochi chilometri dalla città. Phetchabun è 338 km a nord della capitale Bangkok. La zona in cui si trova è nel punto di confine tra l'altopiano di Korat, che si estende a est della catena orientale dei monti Phetchabun e costituisce la Thailandia del Nordest, le montagne della Thailandia del Nord e la pianura della Thailandia Centrale formata dal fiume Chao Phraya e i suoi affluenti, tra i quali il Pa Sak che attraversa la periferia orientale della città.

### Clima
La temperatura media mensile massima è di 35,1° ad aprile, durante la stagione secca, con un picco di 41,8° registrato ad aprile, mentre la media mensile minima è di 17,3° in dicembre, nella stagione fresca, con un picco di 5,5° a dicembre. La media massima mensile delle precipitazioni piovose è di 205,7 mm in settembre, nella stagione delle piogge, con un picco giornaliero di 143,1 mm in ottobre. La media minima mensile è di 5,6 mm in gennaio. La stagione fresca va da novembre a gennaio, quella secca da febbraio ad aprile e quella delle piogge da maggio a ottobre.

## Origini del nome
Phetchabun significa "terra di raccolta e cibo", nome che ha preso per la fertilità della sua terra.

## Storia
Phetchabun ha una storia che risale al VII secolo; fu particolarmente importante nel periodo dopo l'XI secolo, quando fu punto di contatto tra la cultura e i regni Dvaravati e l'Impero Khmer, divenne un centro prosperoso e rovine di quel periodo sono conservate nel Parco storico di Si Thep.
Durante la seconda guerra mondiale, il declino giapponese coincise con la caduta del governo del dittatore e primo ministro thailandese Plaek Phibunsongkhram, che verso la fine del 1943 tentò invano di schierarsi segretamente con gli Alleati. In previsione di un'invasione, propose al Parlamento lo spostamento della capitale in una roccaforte militare nella zona di Phetchabun, a quel tempo circondata da una fitta foresta. Durante i lavori per la costruzione della città-fortezza persero la vita 4.000 operai per gli stenti e le malattie. Il 20 luglio 1944 il Parlamento bocciò la proposta di Phibunsongkhram, che fu costretto a dimettersi e i lavori furono sospesi.

## Economia
La principale fonte di benessere economico della zona è per tradizione l'agricoltura, favorita dalla ricchezza di minerali del sottosuolo e dai grandi spazi rurali e boschivi con scarsa popolazione. Lo sviluppo stradale e della tecnologia agricola nel XX secolo portò a un sensibile disboscamento al di sotto dei 1000 metri di altitudine e a un grande aumento della produzione; tra i vari prodotti per cui Phetchabun è famosa vi è il mais, con il 20% della produzione nazionale; anche i due raccolti annui di riso garantiscono buone entrate. È inoltre famosa per la bontà del tamarindo prodotto nella zona.
Phetchabun non ha ancora sviluppato il suo grande potenziale turistico dovuto al clima mite e alle bellezze delle vicine montagne, tanto da essere chiamata "piccola Svizzera"; tra le principali attrazioni turistiche vi sono due parchi nazionali e le cascate di Than Thip.